# Kremsmünsteri apátság

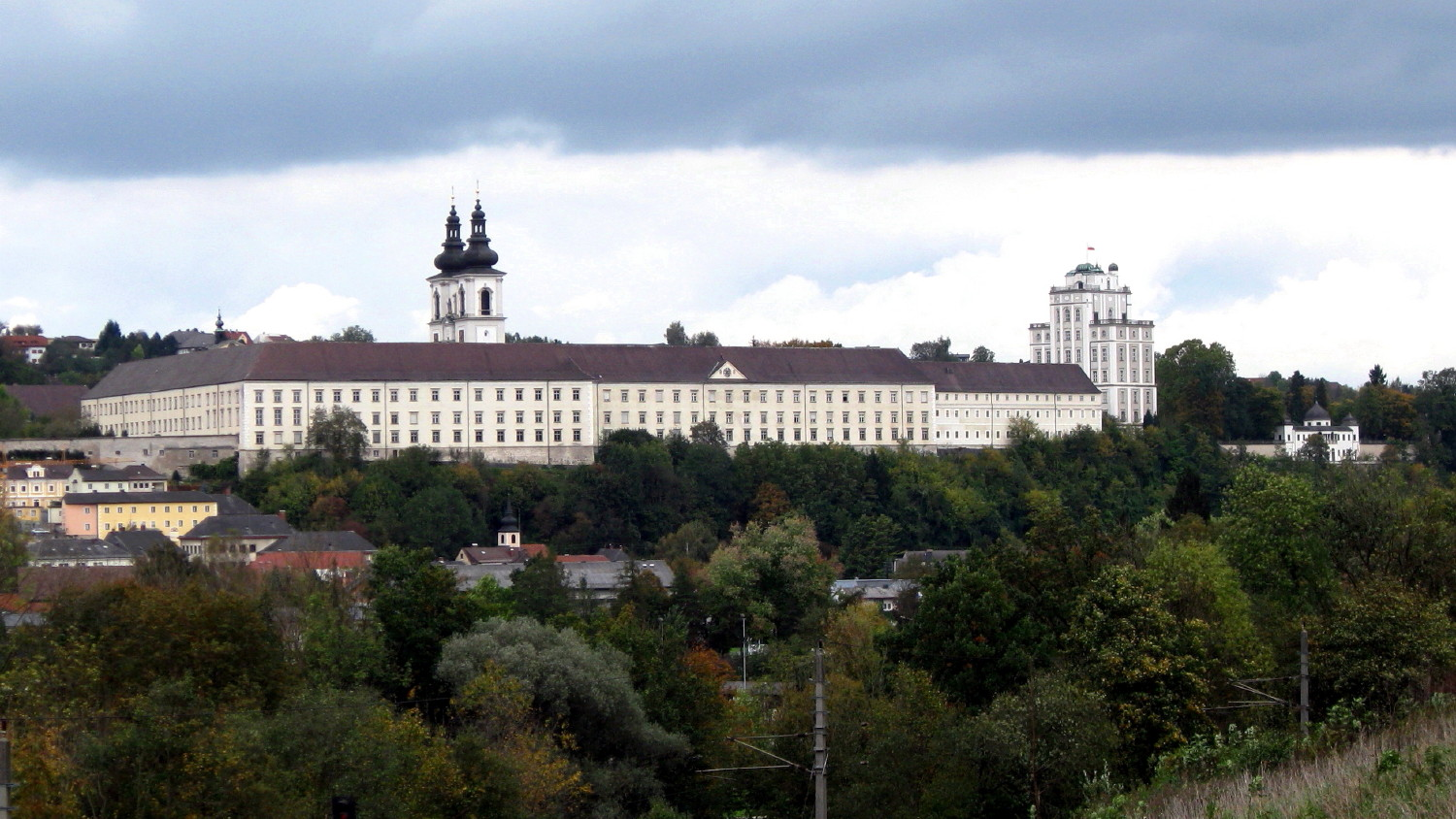
A kremsmünsteri apátság látképe déli irányból

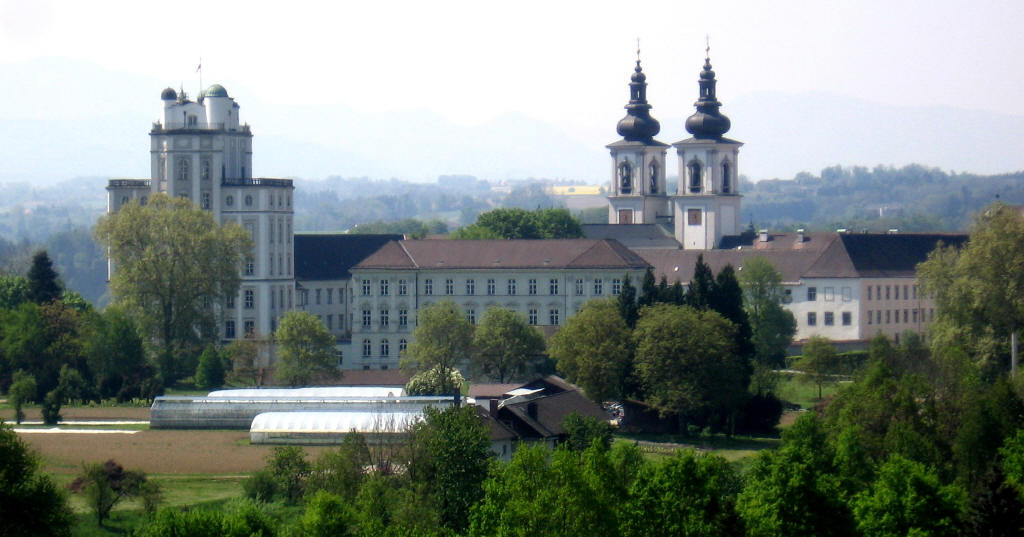
Látkép északkeleti irányból. Bal oldalon elöl a matematikai torony látható a csillagvizsgáló kupolával.

A kremsmünsteri apátság Szent Benedek-rendi kolostor a felső-ausztriai Kremsmünsterben. A kolostor jelenleg 63 szerzetessel működik, akik részben a kolostorban, részben a környék gyülekezeteiben, illetve Brazília egyik legszegényebb vidékén, Barreirasban végzik szolgálatukat.

## Története
A kolostort III. Tasziló bajor herceg alapította 777-ben. A legenda szerint az alapítás Tasziló fia, Gunther emlékére történt, akit egy vadkan ölt meg. Gunther sírja a templomban található.
A régi épületrészek használata mellett a 17. század közepén egy terjedelmes építmény jött létre, amely a melki apátság mellett a legnagyobbak közé tartozik Ausztriában. Az építőmester ugyanaz a Jakob Prandtauer volt, aki Melkben a kolostortemplomot építette.
Az apátság iskolája 1549 óta létezik. Az apátsági gimnáziumban végezte tanulmányait Adalbert Stifter költő is.

## Leírása
Az apátságnak a déli szárnya a legnagyobb, kb. 290 méter hosszú. Itt találhatóak az apátság legfontosabb helyiségei: a refektórium, a könyvtár és a császári terme. A déli szárnyat keleten az 51 méter magas matematikai torony zárja le, amelyben a csillagvizsgáló is található. A torony egyes emeletein a különböző tudományok gyűjteményei kaptak helyet.

### Az apátsági templom
Az 1277-ben befejezett templomot Szent Agapitusnak szentelték. A 17. század elejétől kezdve Carlo Antonio Carlone, Giovanni Battista Colomba és Giovanni Battista Barberini irányításával barokk stílusban alakították át, ami alapvetően megváltoztatta a templom jellegét. Míg Anton Wolfradt apát idején még csak a kórus átépítésére szorítkoztak, az 1670-es évektől kezdődően Carlo Antonio Carlone vezetésével átfogó változtatásokra került sor. Először eltávolították a kórusról a 17. század elején felhelyezett kupolákat és a teljes belső teret ellátták kiváló minőségű, igen plasztikus hatást keltő stukkókkal. A nyugati homlokzat 1681-es átalakítása Giovanni Battista Barberini nevéhez fűződik. Az ószövetségi jeleneteket ábrázoló belső freskók kivitelezését a kremsi Grabenberger fivérek végezték, akik közül leginkább Michael Christoph tűnt ki. Ifj. Johann Michael Zürn márványból készült angyalalakjai, amelyek a számos mellékoltár mellett állnak és térdelnek, az osztrák barokk szobrászat lenyűgöző példái. A barokk átalakítás 12 évet vett igénybe.
A templom méretei figyelemre méltóak: a teljes hosszúsága 78 méter, a szélessége 21 méter. A főhajó magassága 18 méter, a mellékhajóké 12 méter.
A főoltárképet Andreas Wolf festette 1712-től tizenkét év alatt. A müncheni udvari festő 6,3 m × 3,8 m nagyságú képe Jézus színeváltozását ábrázolja. A kép súlyos rézkeretét Josef Anton Pfaffinger átlagos minőségű angyalfigurái (1714) tartják. A kép talapzata tabernákulumot formáz, amely talán Jakob Prandtauer tervei alapján készült (1714-1717).
A kórust és a főhajót kiemelkedő művészi értékű szentélyrekesztő rács választja el. A középsőt Valentin Hofmann kovácsolta (1718), a szélsőket pedig Hans Walz (1616–1618).
A főhajó további értékes darabja az Urban Remele által készített szószék (1713), illetve a kitűnő flamand szőnyegek, amelyek a pilléreket borítják. A brüsszeli Reydams műhelyben a 17. század végén készített szőnyegek a bibliai József egyiptomi történetét ábrázolják.
Az apátságban őrzik az úgynevezett Tasziló-kelyhet, amelyet az alapító Tasziló herceg és Luitpirga nevű felesége adományozott a kolostornak 780 körül.

### Könyvtár
Az apátsági könyvtár Ausztria egyik legnagyobb és legrégebbi könyvtára; kb. 200 000 kötettel.
Az építést Carlo Antonio Carlone kezdte el 1680 körül. A 65 méter hosszúságú épület mennyezetét híres történelmi személyek, tudósok és irodalmárok arcképei díszítik (Melchior Steidl munkája). Az 1960-as években épített raktárban elsősorban 20. századi könyveket tárolnak. A régi rész négy egymásba nyíló teremből áll: görög terem, latin terem, kis terem és Benedek-terem.
A görög terem freskói Mózest ábrázolják a törvényekkel, valamint a Bábel-torony építését és a Septuaginta elkészítését. A latin teremben és a kis teremben Salamon király és Sába királynője láthatóak. A Benedek-terem freskói Pál apostolt és a tizenkét éves Jézust jelenítik meg.
Az apátság egyik legbecsesebb kincse, a Codex Millenarius, a négy evangélium latin fordítását tartalmazza. A kódex 800 körül keletkezett az apátság anyakolostorában (Mondseei apátság), esetleg éppen az apátságban. Értékes könyvek még az Aich-Biblia a 14. század elejéről, egy zsoltároskönyv 1465-ből a régi apátsági templom képével, illetve a Salzburgból származó Szegények Bibliája (1360-70).

### Gimnázium
Az apátságban egy humán tantárgyakra illetve nyelvi oktatásra orientált bentlakásos gimnázium található. A valamikori kolostori belső iskola 1549 óta nyilvános intézményként működik.
2007-ben a gimnáziumnak kb. 350 tanulója volt. A 38 tanárnak mintegy egynegyede pap. A bentlakás és a napközi otthon az atyák szellemi vezetése alatt áll.
Az intézmény 1970 és 1996 között volt igazgatója, August Mandorfer és tanártársai ellen 2010-ben eljárás indult, a vád kínzás, súlyos kényszerítés, kis- és fiatalkorúak szexuális zaklatása, testi sértés, nemi erőszak, hatalommal való visszaélés. Az osztrák rendőrök másfél év után, 2012 tavaszán zárták le az ügyet, 12 embert vádoltak meg, ebből 11 eljárást szüntettek meg elévülés miatt. 2012 februárjában Wolfgang Leberbauer, az intézmény jelenlegi igazgatója bejelentette, hogy a bentlakásos iskolát fokozatosan felszámolják Kremsmünsterben.

## Fordítás
- Ez a szócikk részben vagy egészben  a   Stift Kremsmünster című német Wikipédia-szócikk ezen változatának fordításán alapul.  Az eredeti cikk szerkesztőit annak laptörténete sorolja fel. Ez a jelzés csupán a megfogalmazás eredetét és a szerzői jogokat jelzi, nem szolgál a cikkben szereplő információk forrásmegjelöléseként.
- Ez a szócikk részben vagy egészben  a   Stiftsbibliothek Kremsmünster című német Wikipédia-szócikk ezen változatának fordításán alapul.  Az eredeti cikk szerkesztőit annak laptörténete sorolja fel. Ez a jelzés csupán a megfogalmazás eredetét és a szerzői jogokat jelzi, nem szolgál a cikkben szereplő információk forrásmegjelöléseként.